# Холдин, Семён Абрамович
Семён (Самуил) Абрамович Холдин (1896—1975) — советский клиницист-онколог, член-корреспондент АМН СССР, ученик и соратник Н. Н. Петрова.

## Биография

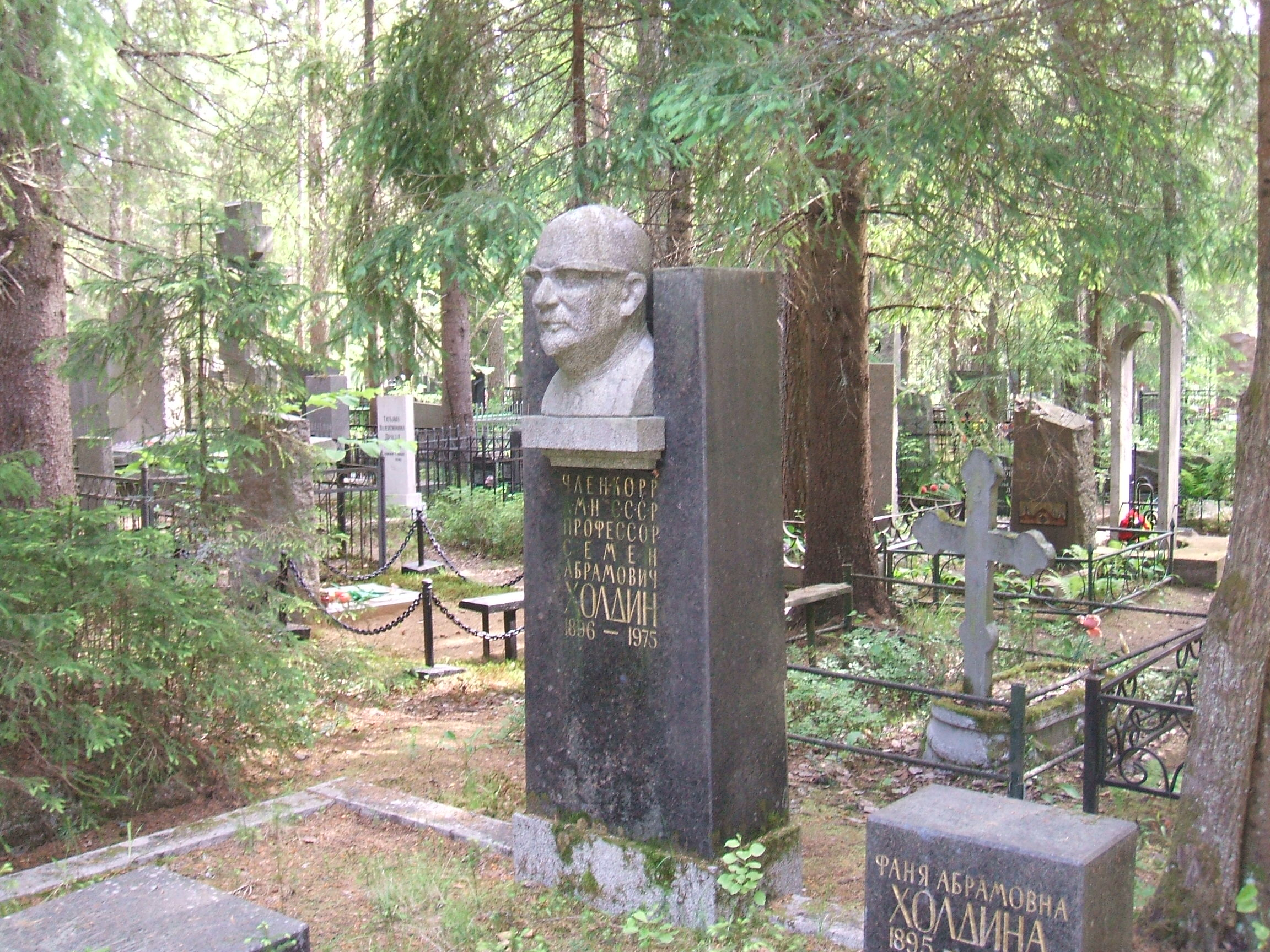
Могила С. А. Холдина на Комаровском кладбище

1919 г.: Окончил медицинский факультет Новороссийского университета в Одессе (ныне Одесский национальный медицинский университет).
1923—1926 гг.: преподаватель в Одесском патологоанатомическом институте.
1926—1975 гг.: на отделении опухолей молочной железы НИИ Онкологии:
- c 1926г: хирург онкологического отделения при больнице имени И. И. Мечникова в Ленинграде

(с 1927 «Научно-практический онкологический институт», позже: «НИИ Онкологии»)
- в течение многих десятилетий (до 1975 г): зав. отделением.

Цитата: " Неутомимая научная и хирургическая работа С. А. Холдина распространялась почти на все основные локализации опухолей (молочной железы, толстой и прямой кишки, желудка). За несколько месяцев до кончины на 78 году жизни Семен Абрамович оперировал больных c опухолями прямой и толстой кишки и пациенток с опухолями молочной железы. "
1931—1953 г.: на кафедре онкологии ЛенГИДУВ (в 2011 г. ЛенГИДУВ стал частью СЗГМУ им. Мечникова):
- с 1931: ассистент, затем доцент,
- с 1935 г.: основной преподаватель
- с 16.11.1944 по 1953 г.: зав. кафедрой

" Уже в процессе своей работы в качестве ассистента, а затем доцента кафедры онкологии С. А. Холдин опубликовал в сборнике «10 лет Института Онкологии» подготовленную им программу онкологического цикла для кафедры онкологии ГИДУВа, подробно расписав лекции и практические занятия, а также необходимую им отечественную и зарубежную литературу. Цикл включал 510 часов; из них 136 часов отводилось на лекции по онкологии и 374 часа на практические занятия. Кроме того, 86 лекционных часов отводилось на смежные дисциплины, среди которых необходимо отметить эпидемиологию, биохимию, биологию и общую патологию. "
С. А. Холдиным разработаны многие клинические методики, в том числе метод закрытых электрохирургических резекций и анастомозов на желудочно-кишечном тракте, расширенные радикальные вмешательства при лечении рака молочной железы, методика электрохирургического удаления молочной железы при инфильтративных формах рака.
Его монография «Злокачественные новообразования прямой кишки» (1955) стала настольной книгой хирургов-онкологов.
Вместе с Н. Н. Петровым С. А. Холдин был одним из учредителей и организаторов Всесоюзного и Ленинградского научных обществ онкологов, бессменным председателем последнего он оставался в течение 19 лет .
Во время блокады Ленинграда (1941—1944) оставался в городе, продолжал работать хирургом. Был ранен.
Похоронен на Комаровском поселковом кладбище.